# Ministerium für Umwelt und Städtebau (Türkei)
Das Ministerium für Umwelt und Städtebau (türkisch Türkiye Cumhuriyeti Çevre ve Şehircilik Bakanlığı) ist ein Ministerium der Republik Türkei. Das Ministerium ist dafür zuständig, dass die natürliche Umwelt geschützt wird, die Nachhaltigkeit in Städten und Siedlungen fokussiert wird und die erarbeiteten Strategien des Ministeriums von den jeweiligen Organisationen eingehalten werden (unter anderem Minenbau, Neubauten, Renaturierungsprojekte).

## Geschichte
Das Ministerium ist das älteste Ministerium der Türkei. Es wurde 1848 unter dem Namen Nafıa Nezareti in Istanbul gegründet. Damals waren die Aufgaben des Ministeriums viel umfassender. Gebiete wie Telekommunikation und Infrastruktur (Straßen, Leitungen) sind Beispiele. Mit der Gründung des Ministeriums für Verkehr und Infrastruktur wurden dementsprechend einige Aufgaben überführt.
1958 verabschiedete das türkische Parlament ein Gesetz zur Gründung eines neuen Bebauungs- und Siedelungsministeriums (İmar ve İskân Bakanlığı), nachdem immer mehr Menschen aus den Dörfern weg in die größeren Städte wie Istanbul und Ankara zogen. 1972 wurde das Bebauungs- und Siedelungsministeriums mit dem heutigen Ministerium für Umwelt und Städtebau zusammengeführt. Das Ministerium hieß nun Ministerium für Bauwesen und Siedlung (Bayındırlık ve İskân Bakanlığı). 2011 gab es die letzte Änderung. Seitdem heißt das Ministerium so, wie es heute genannt wird.

## Aufbau des Ministeriums
Das Ministerium wird vom Bakan (Minister) geleitet. Er hat einen Stab und vier Stellvertreter, die gleichzeitig einzelne Abteilungen leiten.

### Mehmet Emin Birpınar
- Generaldirektion für die EU und auswärtige Angelegenheiten
- Generaldirektion für Umweltmanagement
- Generaldirektion für Umweltverträglichkeitsprüfung
- Abteilung für Strategieentwicklung
- Generaldirektion für Naturerbe

### Fatma Varank
- Generaldirektion für Infrastruktur und städtische Transformationsdienste
- Generaldirektion für geographische Informationssysteme
- Generaldirektion für Raumplanung
- Generaldirektion für nationale Eigentümer
- Generaldirektion für Baubetrieb

### Mücahit Demirtaş
- Generaldirektion für Personal (Personel Genel Müdürlüğü)
- Abteilung für Support-Dienste (Destek Hizmetleri Dairesi Başkanlığı)
- Abteilung für Ausbildung und Publikation (Eğitim ve Yayın Dairesi Başkanlığı)
- Büro für Presse- und Öffentlichkeitsarbeit (Basın ve Halkla İlişkiler Müşavirliği)
- Abteilung für Umlauffonds (Döner Sermaye İşletmesi Müdürlüğü)

### Hasan Suver
- Generaldirektion für Hochtechnologie (Yüksek Fen Kurulu Başkanlığı)
- Generaldirektion für Rechtsdienste (Hukuk Hizmetleri Genel Müdürlüğü)
- Generaldirektion für berufliche Dienste (Mesleki Hizmetler Genel Müdürlüğü)
- Generaldirektion für lokale Verwaltung (Yerel Yönetimler Genel Müdürlüğü)